# Storkulltjärnen
Storkulltjärnen är en sjö i Härjedalens kommun i Hälsingland och ingår i Ljungans huvudavrinningsområde. Sjön har en area på 0,0706 kvadratkilometer och ligger 363,5 meter över havet. Sjön avvattnas av vattendraget Kroktjärnån.

## Delavrinningsområde
Storkulltjärnen ingår i det delavrinningsområde (691192-145521) som SMHI kallar för Inloppet i Markslåttjärnen. Medelhöjden är 388 meter över havet och ytan är 7,55 kvadratkilometer. Det finns inga avrinningsområden uppströms utan avrinningsområdet är högsta punkten. Kroktjärnån som avvattnar avrinningsområdet har biflödesordning 3, vilket innebär att vattnet flödar genom totalt 3 vattendrag innan det når havet efter 178 kilometer. Avrinningsområdet består mestadels av skog (79 procent). Avrinningsområdet har 0,05 kvadratkilometer vattenytor vilket ger det en sjöprocent på 0,7 procent.